# Augustin Badin
Augustin Badin (24. června 1949 Brno – 22. února 2014 Brno-Tuřany) byl československý fotbalista a hokejista.

## Fotbalová kariéra

### Začátky
Začínal ve Slavii Tuřany, ještě v žákovském věku přestoupil do Zbrojovky Brno (tehdy Spartak ZJŠ), kde hrál také za dorost a v sezoně 1967/68 nastupoval za A-mužstvo ve druhé lize. V dorosteneckém věku reprezentoval ČSSR.

### Základní vojenská služba
Narukoval do Dukly Praha, kde hrál druhou ligu za B-mužstvo. Druhý rok vojny strávil v třetiligové Dukle Jičín.

### Finalista poháru
Mládežnický talent se brzy objevil ve Spartě, do A-mužstva se však neprosadil. Hrál druhou ligu za B-mužstvo, s nímž v sezoně 1970/71 vyřadil z poháru mj. „áčko“ Sparty a probojoval se až do jeho finále. Nastoupil v obou finálových utkáních proti Plzni. Po dvou remízách (1:1 v Plzni a 3:3 v Praze) a nerozhodném penaltovém rozstřelu (5:5) do československého finále proti Trnavě postoupila losem Plzeň.

### První liga
V roce 1971 přestoupil do druholigového Jablonce, kde si v sezonách 1974/75 a 1975/76 zahrál nejvyšší soutěž. Po brankáři Jaroslavu Prochovi byl druhým fotbalistou pocházejícím z Tuřan, který hrál 1. ligu. Svá nejlepší fotbalová léta prožil v obraně Badin – Patlejch – Huščava – Šrejma. Ačkoli byl původně záložníkem, pravá strana obrany mu svědčila. Zasáhl do 55 prvoligových utkání, vstřelil 1 branku.

### Závěr kariéry
V ročníku 1977/78 hrál druhou ligu v pátém klubu. Po deseti letech nastupoval opět za Brno, tentokrát však za Královopolskou. V roce 1982 emigroval a hrál nižší soutěže v NSR.

## Ligová bilance
| Ročník                                   | Zápasy | Góly | Klub             |
| ---------------------------------------- | ------ | ---- | ---------------- |
| 1. československá fotbalová liga 1974/75 | 27     | 0    | TJ LIAZ Jablonec |
| 1. československá fotbalová liga 1975/76 | 28     | 1    | TJ LIAZ Jablonec |
| CELKEM                                   | 55     | 1    |                  |

## Hokejová kariéra
Začínal v žácích Spartaku ZJŠ Brno. Po sloučení s KPS Brno hrál za dorost, pak rovněž reprezentoval ČSSR.